# Galera Real
La Galera Real, comunemente chiamata La Real, era la galea reale di Spagna e la più grande galea della sua epoca.

## Storia
La Real fu costruita a Barcellona. In quanto capitana era riccamente ornata e dipinta di oro e rosso. In particolare la poppa era ornata di sculture e bassorilievi, molti dei quali di soggetto religioso.
La Real era la nave ammiraglia della flotta spagnola e di tutta la Lega Santa alla battaglia di Lepanto (1571) e su di essa si trovava Don Giovanni d'Austria, comandante di tutto lo schieramento cristiano. 
Durante la battaglia, per agevolare la manovra della grossa imbarcazione, era spinta a poppa da altre due galee.
Alla fine della battaglia la Real e la galera turca Sultana, capitana di Alì Pascià, si affrontarono in uno scontro diretto. La Sultana fu abbordata e dopo un'ora di combattimento sanguinoso, durante i quali entrambe le navi avevano ricevuto rinforzi dalle rispettive flotte, fu catturata. Ali Pascià fu gravemente ferito da un colpo di moschetto, e dopo essere caduto sulla coperta, fu decapitato da un soldato spagnolo. Questa circostanza abbatté gravemente il morale delle sue truppe. La Real catturò il "Grande vessillo del Califfo" e divenne il simbolo della vittoria di Lepanto.

## Replica
Nel 1971, per commemorare il 400 anniversario della battaglia, sotto la direzione di José María Martínez-Hidalgo y Terán fu fatta costruire presso i cantieri Cardona una replica dell'imbarcazione, oggi esposta nel Museu Marítim di Barcellona, che ha sede proprio nell'antico arsenale dove l'originale venne costruita.